# Złe misie
Złe Misie – czwarty album zespołu Świetliki, zarejestrowany w GB Studiu w Giebułtowie, w roku 2001. Do nagrań zaproszono między innymi Kasię Nosowską i Lecha Janerkę. Album muzycznie jest łagodniejszy od swojego poprzednika, a teksty Marcina Świetlickiego – dojrzalsze, często niedopowiedziane ("Złe misie", "Leżenie").

## Lista utworów
1. "Złe misie" (M. Świetlicki / G. Dyduch, A. Gasik, M. Piotrowicz, T. Radziszewski)
2. "Freeeedom" (M. Świetlicki / M. Piotrowicz)
3. "Elektra" (Sofokles, sł. pol. M. Świetlicki, G. Dyduch / G. Dyduch, A. Gasik, M. Piotrowicz, T. Radziszewski)
4. "Neuro" (M. Świetlicki / G. Dyduch, A. Gasik, M. Piotrowicz, T. Radziszewski)
5. "Delikatnienie" (M. Świetlicki / G. Dyduch)
6. "Gadanie / Golenie" (M. Świetlicki / G. Dyduch, A. Gasik, M. Piotrowicz, T. Radziszewski)
7. "Leżenie" (M. Świetlicki / G. Dyduch, A. Gasik, M. Piotrowicz, T. Radziszewski)
8. "Kochanie" (M. Świetlicki / G. Dyduch, A. Gasik, M. Piotrowicz, T. Radziszewski)
9. "Druga komunia" (M. Świetlicki / G. Dyduch, A. Gasik, M. Piotrowicz, T. Radziszewski)
10. "Ćwierkanie" (M. Świetlicki / G. Dyduch, A. Gasik, M. Piotrowicz, T. Radziszewski)
11. "Zabijanie" (M. Świetlicki / G. Dyduch, A. Gasik, M. Piotrowicz, T. Radziszewski)
12. "Złe misie (cz. 2)" (M. Świetlicki / G. Dyduch, A. Gasik, M. Piotrowicz, T. Radziszewski)

## Wykonawcy
- Marcin Świetlicki – śpiew
- Grzegorz Dyduch – gitara basowa, gitara akustyczna
- Artur Gasik – gitara elektryczna, syntezator
- Tomasz Radziszewski – gitara elektryczna, gitara akustyczna
- Marek Piotrowicz – perkusja

oraz gościnnie:
- Katarzyna Nosowska – śpiew
- Gabriela Frycz – śpiew
- Lech Janerka – śpiew
- Marek Olma – wibrafon, instrumenty perkusyjne
- Michał Szubiga – instrumenty klawiszowe